# كيراتين 7
كيراتين 7 أو الكيراتين الخلوي 7 أو ساركولكتين هو بروتين يوجد في الإنسان يُرمَّز عبر جين KRT7. كيرايتن 7 هو كيراتين النوع الثاني.